# Liste der erfolgreichsten Computerspiele

Tetris ist mit rund 520 Mio. Exemplaren eine der bis heute meistverkauften Computerspielreihen

Dies ist eine Liste der erfolgreichsten Computerspiele, die – gemessen an den Verkaufs-, Spieler- und Downloadzahlen – am meisten gespielt werden bzw. wurden. Die Liste erhebt keinen Anspruch auf Vollständigkeit.

## Nach Verkaufszahlen

### Einzelne Spiele
Die folgende Liste führt Spiele auf, die mindestens 15 Millionen Mal verkauft wurden.
| Titel                                            | verkaufte Einheiten | Plattform(en) | Veröffentlichung   | Entwickler                                          | Publisher                                                         | Ref.          |
| ------------------------------------------------ | ------------------- | --- | ------------------ | --------------------------------------------------- | ----------------------------------------------------------------- | ------------- |
| Minecraft                                        | ca. 300.000.000     | Amazon Fire TV, Android, Apple TV, iOS, Linux, Nintendo 3DS, Nintendo Switch, PlayStation 3, PlayStation 4, PlayStation 5, PlayStation Vita, Raspberry Pi, Windows, Windows Phone, Wii U, Xbox 360, Xbox One, Xbox Series                                            | 18. November 2011  | Mojang Studios, 4J Studios, Other Ocean Interactive | Mojang Studios, Microsoft Studios, Sony Interactive Entertainment | [ 1 ]         |
| Grand Theft Auto V                               | ca. 215.000.000     | Xbox 360, Xbox One, Xbox Series, PlayStation 3, PlayStation 4, PlayStation 5, Windows | 17. September 2013 | Rockstar North                                      | Rockstar Games                                                    | [ 2 ]         |
| Tetris (EA-Version)                              | ca. 100.000.000     | Android, iOS, BlackBerry OS, PlayStation 3, PlayStation Portable, Windows Phone | 12. September 2006 | EA Mobile                                           | Electronic Arts                                                   | [ 3 ]         |
| Wii Sports                                       | ca. 82.900.000      | Wii | 19. November 2006  | Nintendo EAD                                        | Nintendo                                                          | [ 4 ]         |
| Mario Kart 8 (Deluxe)                            | ca. 75.810.000      | Nintendo Switch, Wii U | 29. Mai 2014       | Nintendo EAD                                        | Nintendo                                                          | [ 5 ] [ 6 ]   |
| PUBG: Battlegrounds                              | ca. 75.000.000      | Windows, Xbox One, PlayStation 4, iOS, Android | 20. Dezember 2017  | PUBG Corporation                                    | PUBG Corporation                                                  | [ 7 ]         |
| Red Dead Redemption 2                            | ca. 70.000.000      | Xbox One, PlayStation 4, Windows, Stadia | 26. Oktober 2018   | Rockstar San Diego                                  | Rockstar Games                                                    | [ 8 ]         |
| Terraria                                         | ca. 60.700.000      | Windows, PlayStation 3, Xbox 360, PlayStation Vita, Windows Phone, Android, Apple iOS, PlayStation 4, Xbox One, MacOS, Linux, Nintendo 3DS, Nintendo Wii U, Nintendo Switch                                                                                          | 16. Mai 2011       | Re-Logic                                            | Re-Logic                                                          | [ 9 ]         |
| The Elder Scrolls V: Skyrim                      | ca. 60.000.000      | Windows, PlayStation 3, Xbox 360, PlayStation 4, Xbox One, Nintendo Switch, HTC Vive, Oculus Rift, Windows Mixed Reality | 11. November 2011  | Bethesda Game Studios                               | Bethesda Softworks                                                | [ 10 ]        |
| Tom Clancy’s Rainbow Six Siege                   | ca. 60.000.000      | Windows, PlayStation 4, Xbox One, PlayStation 5, Xbox Series, Stadia | 1. Dezember 2015   | Ubisoft Montreal Ubisoft Blue Byte                  | Ubisoft Entertainment SA                                          | [ 11 ]        |
| Human: Fall Flat                                 | ca. 55.000.000      | Windows, Linux, macOS, PlayStation 4, Xbox One, Stadia, Nintendo Switch, Android, iOS, Xbox Series, PlayStation 5 | 22. Juli 2016      | No Brakes Games, Codeglue, d3t, Lab42               | Curve Digital, 505 Games                                          | [ 12 ]        |
| Overwatch                                        | ca. 50.000.000      | Windows, Xbox One, PlayStation 4, Nintendo Switch | 24. Mai 2016       | Blizzard Entertainment                              | Blizzard Entertainment                                            | [ 13 ]        |
| The Witcher 3: Wild Hunt                         | ca. 50.000.000      | Windows, Nintendo Switch, PlayStation 4, Xbox One | 19. Mai 2015       | CD Projekt RED                                      | Bandai Namco Games                                                | [ 14 ]        |
| Animal Crossing: New Horizons                    | ca. 47.440.000      | Nintendo Switch | 20. März 2020      | Nintendo EPD                                        | Nintendo                                                          | [ 6 ]         |
| Tetris (Nintendo-Version)                        | ca. 43.000.000      | Game Boy, Nintendo Entertainment System | 14. Juni 1989      | Nintendo R&D1                                       | Nintendo                                                          | [ 15 ] [ 16 ] |
| Stardew Valley                                   | ca. 41.000.000      | Android, iOS, Linux, macOS, Nintendo Switch, PlayStation 4, PlayStation Vita, Windows, Xbox One | 26. Februar 2016   | ConcernedApe                                        | Chucklefish                                                       | [ 17 ]        |
| Super Mario Bros.                                | ca. 40.240.000      | Nintendo Entertainment System | 13. September 1985 | Nintendo                                            | Nintendo                                                          | [ 18 ]        |
| Counter-Strike: Global Offensive                 | ca. 40.000.000      | Windows, macOS, Linux, Xbox 360, PlayStation 3, Xbox One | 21. August 2012    | Valve, Hidden Path Entertainment                    | Valve                                                             | [ 19 ]        |
| Mario Kart Wii                                   | ca. 37.380.000      | Wii | 10. April 2008     | Nintendo EAD                                        | Nintendo                                                          | [ 4 ]         |
| Super Smash Bros. Ultimate                       | ca. 35.880.000      | Nintendo Switch | 7. Dezember 2018   | Bandai Namco, Sora Ltd.                             | Nintendo                                                          | [ 6 ]         |
| The Legend of Zelda: Breath of the Wild          | ca. 34.320.000      | Wii U, Nintendo Switch | 3. März 2017       | Nintendo EPD, Monolith Soft                         | Nintendo                                                          | [ 6 ] [ 20 ]  |
| Wii Sports Resort                                | ca. 33.140.000      | Wii | 25. Juni 2009      | Nintendo EAD                                        | Nintendo                                                          | [ 4 ]         |
| Pokémon Rote und Blaue Edition                   | ca. 31.380.000      | Game Boy | 27. Februar 1996   | Game Freak                                          | Nintendo                                                          | [ 21 ]        |
| New Super Mario Bros.                            | ca. 30.800.000      | Nintendo DS | 15. Mai 2006       | Nintendo EAD                                        | Nintendo                                                          | [ 22 ]        |
| Grand Theft Auto IV                              | ca. 30.500.000      | PlayStation 3, Xbox 360, Windows | 29. April 2008     | Rockstar North                                      | Rockstar Games                                                    | [ 23 ]        |
| New Super Mario Bros. Wii                        | ca. 30.320.000      | Wii | 11. November 2009  | Nintendo EAD                                        | Nintendo                                                          | [ 4 ]         |
| Borderlands 2                                    | ca. 30.000.000      | Xbox 360, PlayStation 3, Windows, PlayStation Vita, macOS, Linux, PlayStation 4, Xbox One, Android, Nintendo Switch | 18. September 2012 | Gearbox Software, Iron Galaxy Studio, Aspyr Media   | 2K Games, Sony Interactive Entertainment                          | [ 8 ]         |
| Call of Duty: Modern Warfare                     | ca. 30.000.000      | Windows, Xbox One, PlayStation 4 | 25. Oktober 2019   | Infinity Ward                                       | Activision                                                        | [ 24 ]        |
| Call of Duty: Vanguard                           | ca. 30.000.000      | Windows, PlayStation 4, PlayStation 5, Xbox One, Xbox Series | 5. November 2021   | Sledgehammer Games, Treyarch                        | Activision                                                        | [ 25 ]        |
| Cyberpunk 2077                                   | ca. 30.000.000      | Microsoft Windows, PlayStation 4, Xbox One, PlayStation 5, Xbox Series, GeForce Now, Google Stadia | 10. Dezember 2020  | CD Projekt RED                                      | CD Projekt                                                        | [ 26 ]        |
| Diablo III                                       | ca. 30.000.000      | Windows, macOS, PlayStation 3, PlayStation 4, Xbox 360, Xbox One, Nintendo Switch | 15. Mai 2012       | Blizzard Entertainment                              | Blizzard Entertainment                                            | [ 27 ]        |
| Grand Theft Auto: San Andreas                    | ca. 30.000.000      | Windows, MacOS, PlayStation 2, PlayStation 3, PlayStation 4, Xbox, Xbox 360, Android, iOS, Windows Phone, Fire OS, Xbox One | 26. Oktober 2004   | Rockstar North                                      | Rockstar Games                                                    | [ 28 ]        |
| Hogwarts Legacy                                  | ca. 30.000.000      | Windows, Xbox Series, PlayStation 5 | 10. Februar 2023   | Avalanche Software                                  | Warner Bros. Games                                                | [ 29 ]        |
| Super Mario Odyssey                              | ca. 29.040.000      | Nintendo Switch | 27. Oktober 2017   | Nintendo EPD                                        | Nintendo                                                          | [ 6 ]         |
| Elden Ring                                       | ca. 28.600.000      | Windows, PlayStation 4, Xbox One, PlayStation 5, Xbox Series | 25. Februar 2022   | FromSoftware                                        | Bandai Namco                                                      | [ 30 ]        |
| Duck Hunt                                        | ca. 28.300.000      | NES | 21. April 1984     | Nintendo R&D1                                       | Nintendo                                                          | [ 31 ]        |
| Wii Play                                         | ca. 28.020.000      | Wii | 2. Dezember 2006   | Nintendo EAD                                        | Nintendo                                                          | [ 4 ]         |
| Pokémon Schwert und Schild                       | ca. 26.600.000      | Nintendo Switch | 15. November 2019  | Game Freak                                          | Nintendo, The Pokémon Company                                     | [ 6 ]         |
| Call of Duty: Modern Warfare 3                   | ca. 26.500.000      | Windows, macOS, PlayStation 3, Xbox 360, Nintendo Wii, Nintendo DS | 8. November 2011   | Infinity Ward Sledgehammer Games                    | Activision                                                        | [ 32 ]        |
| Pokémon Karmesin und Purpur                      | ca. 26.380.000      | Nintendo Switch | 18. November 2022  | Game Freak                                          | Nintendo, The Pokémon Company                                     | [ 6 ]         |
| Call of Duty: Black Ops                          | ca. 26.200.000      | Windows, macOS, Xbox 360, Xbox One, PlayStation 3, Nintendo Wii (eingeschränkte Version) Nintendo DS (gesonderte Version) Apple iOS, Android (nur Zombie Modus) | 9. November 2010   | Treyarch                                            | Activision                                                        | [ 32 ]        |
| Fallout 4                                        | ca. 25.000.000      | Windows, PlayStation 4, Xbox One | 10. November 2015  | Bethesda Game Studios                               | Bethesda Softworks                                                | [ 33 ]        |
| Grand Theft Auto III                             | ca. 25.000.000      | Windows, MacOS, PlayStation 2, PlayStation 3, PlayStation 4, Xbox, Android, iOS | 22. Oktober 2001   | Rockstar North                                      | Rockstar Games                                                    | [ 34 ]        |
| Grand Theft Auto: Vice City                      | ca. 25.000.000      | Windows, macOS, PlayStation 2, PlayStation 3, PlayStation 4, Xbox, iOS, Android | 27. Oktober 2002   | Rockstar North                                      | Rockstar Games                                                    | [ 34 ]        |
| Palworld                                         | ca. 25.000.000      | Windows, Xbox, Playstation 5 | 19. Januar 2024    | Pocketpair                                          | Pocketpair                                                        | [ 35 ]        |
| Call of Duty: Black Ops II                       | ca. 24.200.000      | Windows, Xbox 360, Xbox One, PlayStation 3, Wii U | 12. November 2012  | Treyarch                                            | Activision                                                        | [ 32 ]        |
| FIFA 18                                          | ca. 24.000.000      | Windows, Nintendo Switch, PlayStation 3, PlayStation 4, Xbox 360, Xbox One | 29. September 2017 | EA Canada                                           | Electronic Arts                                                   | [ 36 ]        |
| Kinect Adventures!                               | ca. 24.000.000      | Xbox 360 | 4. November 2010   | Good Science Studio                                 | Microsoft Studios                                                 | [ 29 ]        |
| Nintendogs                                       | ca. 23.960.000      | Nintendo DS | 21. April 2005     | Nintendo EAD                                        | Nintendo                                                          | [ 22 ]        |
| Mario Kart DS                                    | ca. 23.600.000      | Nintendo DS | 14. November 2005  | Nintendo EAD                                        | Nintendo                                                          | [ 22 ]        |
| Pokémon Goldene und Silberne Edition             | ca. 23.100.000      | Game Boy Color | 21. November 1999  | Game Freak                                          | Nintendo                                                          | [ 37 ]        |
| God of War                                       | ca. 23.000.000      | PlayStation 4, Windows | 20. April 2018     | SIE Santa Monica Studio                             | Sony Computer Entertainment                                       | [ 38 ]        |
| Call of Duty: Modern Warfare 2                   | ca. 22.700.000      | Windows, macOS, Xbox 360, Playstation 3, Nintendo DS | 10. November 2009  | Infinity Ward                                       | Activision                                                        | [ 32 ]        |
| Wii Fit                                          | ca. 22.670.000      | Wii | 1. Dezember 2007   | Nintendo EAD                                        | Nintendo                                                          | [ 4 ]         |
| Borderlands 3                                    | ca. 22.000.000      | Windows, PlayStation 4, Xbox One, macOS, Google Stadia, Xbox Series, PlayStation 5 | 13. September 2019 | Gearbox Software                                    | 2K Games                                                          | [ 2 ]         |
| The Legend of Zelda: Tears of the Kingdom        | ca. 21.550.000      | Nintendo Switch | 12. Mai 2023       | Nintendo EPD, Monolith Soft                         | Nintendo                                                          | [ 6 ]         |
| Monster Hunter: World                            | ca. 21.300.000      | PlayStation 4, Xbox One, Windows | 26. Januar 2018    | Capcom                                              | Capcom                                                            | [ 39 ]        |
| Wii Fit Plus                                     | ca. 21.130.000      | Wii | 1. Oktober 2009    | Nintendo EAD                                        | Nintendo                                                          | [ 4 ]         |
| Super Mario Party                                | ca. 21.100.000      | Nintendo Switch | 5. Oktober 2018    | NDcube                                              | Nintendo                                                          | [ 6 ]         |
| Super Mario World                                | ca. 20.610.000      | SNES | 21. November 1990  | Nintendo EAD                                        | Nintendo                                                          | [ 40 ]        |
| Black Myth: Wukong                               | ca. 20.000.000      | Windows, Xbox Series, PlayStation 5 | 20. August 2024    | Game Science                                        | Game Science                                                      | [ 41 ]        |
| Dying Light                                      | ca. 20.000.000      | Windows, Nintendo Switch, PlayStation 4, Xbox One, Linux | 28. Januar 2015    | Techland                                            | Warner Bros. Games                                                | [ 42 ]        |
| FIFA 19                                          | ca. 20.000.000      | PlayStation 3, PlayStation 4, Xbox One, Xbox 360, Microsoft Windows, Nintendo Switch | 28. September 2018 | EA Canada                                           | Electronic Arts                                                   | [ 43 ]        |
| Frogger                                          | ca. 20.000.000      | viele Plattformen | 5. Juni 1981       | Konami                                              | Sega                                                              | [ 44 ] [ 45 ] |
| Garry’s Mod                                      | ca. 20.000.000      | Windows, macOS, Linux | 24. Dezember 2004  | Facepunch Studios                                   | Facepunch Studios                                                 | [ 46 ]        |
| Horizon Zero Dawn                                | ca. 20.000.000      | Windows, PlayStation 4 | 28. Februar 2017   | Guerrilla Games                                     | Sony Interactive Entertainment                                    | [ 47 ]        |
| It Takes Two                                     | ca. 20.000.000      | Windows, PlayStation 4, PlayStation 5, Xbox One, Xbox Series, Nintendo Switch | 26. März 2021      | Hazelight Studios                                   | Electronic Arts                                                   | [ 48 ]        |
| The Last of Us                                   | ca. 20.000.000      | PlayStation 3, PlayStation 4 | 14. Juni 2013      | Naughty Dog                                         | Sony Computer Entertainment                                       | [ 49 ]        |
| Lemmings                                         | ca. 20.000.000      | viele Plattformen | 14. Februar 1991   | DMA Design                                          | Psygnosis                                                         | [ 50 ]        |
| Marvel’s Spider-Man                              | ca. 20.000.000      | PlayStation 4 | 7. September 2018  | Insomniac Games                                     | Sony Interactive Entertainment                                    | [ 51 ]        |
| Dr. Kawashimas Gehirn-Jogging                    | ca. 19.010.000      | Nintendo DS | 19. Mai 2005       | Nintendo SPD                                        | Nintendo                                                          | [ 22 ]        |
| Call of Duty: Ghosts                             | ca. 19.000.000      | Windows, Xbox 360, PlayStation 3, Xbox One, PlayStation 4, Wii U | 5. November 2013   | Infinity Ward                                       | Activision                                                        | [ 52 ]        |
| Mario Kart 7                                     | ca. 18.990.000      | Nintendo 3DS | 1. Dezember 2011   | Nintendo EAD                                        | Nintendo                                                          | [ 53 ]        |
| Super Mario Land                                 | ca. 18.140.000      | Game Boy | 21. April 1989     | Nintendo R&D1                                       | Nintendo                                                          | [ 21 ]        |
| New Super Mario Bros. U Deluxe                   | ca. 18.060.000      | Nintendo Switch | 11. Januar 2019    | Nintendo EPD                                        | Nintendo                                                          | [ 6 ]         |
| Pokémon Diamant- und Perl-Edition                | ca. 17.670.000      | Nintendo DS | 28. September 2006 | Game Freak                                          | Nintendo, The Pokémon Company                                     | [ 22 ]        |
| Super Mario Bros. 3                              | ca. 17.280.000      | NES | 23. Oktober 1988   | Nintendo R&D4                                       | Nintendo                                                          | [ 40 ]        |
| Pokémon X und Y                                  | ca. 16.760.000      | Nintendo 3DS | 12. Oktober 2013   | Game Freak                                          | Nintendo, The Pokémon Company                                     | [ 53 ]        |
| Sonic & Sega All-Stars Racing                    | ca. 16.700.000      | iOS, Nintendo DS, PlayStation 3, Wii, Windows, Xbox 360 | 23. Juni 2011      | Sumo Digital                                        | Sega                                                              | [ 54 ]        |
| Monster Hunter Rise                              | ca. 16.700.000      | Nintendo Switch, Windows, PlayStation 4, PlayStation 5, Xbox One, Xbox Series | 26. März 2021      | Capcom                                              | Capcom                                                            | [ 39 ]        |
| Pokémon Sonne und Mond                           | ca. 16.330.000      | Nintendo 3DS | 18. November 2016  | Game Freak                                          | Nintendo, The Pokémon Company                                     | [ 53 ]        |
| Pokémon Rubin- und Saphir-Edition                | ca. 16.220.000      | Game Boy Advance | 21. November 2002  | Game Freak                                          | Nintendo                                                          | [ 55 ]        |
| FIFA 11                                          | ca. 16.000.000      | Windows, MacOS, PlayStation 2, PlayStation 3, Wii, Xbox 360, iOS, Android, Nintendo DS, PlayStation Portable, Blackberry App World, Java ME | 28. September 2010 | EA Canada                                           | Electronic Arts                                                   | [ 56 ]        |
| Need for Speed: Most Wanted                      | ca. 16.000.000      | Windows, PlayStation 2, PlayStation Portable, Xbox, Xbox 360, GameCube, Nintendo DS, Game Boy Advance | 11. November 2005  | EA Black Box                                        | Electronic Arts                                                   | [ 57 ]        |
| Die Sims                                         | ca. 16.000.000      | Windows, MacOS, PlayStation 2, Xbox, GameCube | 4. Februar 2000    | Maxis                                               | Electronic Arts                                                   | [ 58 ]        |
| Uncharted 4: A Thief’s End                       | ca. 16.000.000      | PlayStation 4 | 10. Mai 2016       | Naughty Dog                                         | Sony Interactive Entertainment                                    | [ 49 ]        |
| FIFA 16                                          | ca. 15.810.000      | Windows, PlayStation 4, PlayStation 3, Xbox One, Xbox 360 | 22. September 2015 | EA Canada                                           | Electronic Arts                                                   | [ 59 ]        |
| Nintendo Switch Sports                           | ca. 15.740.000      | Nintendo Switch | 29. April 2022     | Nintendo EPD                                        | Nintendo                                                          | [ 60 ]        |
| Call of Duty 4: Modern Warfare                   | ca. 15.700.000      | Windows, macOS, PlayStation 3, Xbox 360, Nintendo Wii, Nintendo DS | 5. November 2007   | Infinity Ward                                       | Activision                                                        | [ 32 ]        |
| Call of Duty: World at War                       | ca. 15.700.000      | Windows, Xbox 360, PlayStation 2, PlayStation 3, Wii, Nintendo DS | 11. November 2008  | Treyarch                                            | Activision                                                        | [ 32 ]        |
| Pokémon Schwarze und Weiße Edition               | ca. 15.640.000      | Nintendo DS | 18. September 2010 | Game Freak                                          | Nintendo, The Pokémon Company                                     | [ 22 ]        |
| Super Mario Bros. Wonder                         | ca. 15.510.000      | Nintendo Switch | 20. Oktober 2023   | Nintendo EPD                                        | Nintendo                                                          | [ 60 ]        |
| Ring Fit Adventure                               | ca. 15.380.000      | Nintendo Switch | 18. Oktober 2019   | Nintendo EPD                                        | Nintendo                                                          | [ 6 ]         |
| Pokémon: Let’s Go, Pikachu! und Let’s Go, Evoli! | ca. 15.070.000      | Nintendo Switch | 17. November 2018  | Game Freak                                          | Nintendo, The Pokémon Company                                     | [ 61 ]        |
| Pokémon Strahlender Diamant und Leuchtende Perle | ca. 15.060.000      | Nintendo Switch | 19. November 2021  | ILCA                                                | Nintendo, The Pokémon Company                                     | [ 62 ]        |
| Assassin’s Creed IV: Black Flag                  | ca. 15.000.000      | Windows, Nintendo Switch, PlayStation 3, PlayStation 4, Wii U, Xbox 360, Xbox One | 29. Oktober 2013   | Ubisoft Montreal                                    | Ubisoft                                                           | [ 63 ]        |
| Battlefield 3                                    | ca. 15.000.000      | Windows, Xbox 360, PlayStation 3 | 25. Oktober 2011   | EA Digital Illusions CE                             | Electronic Arts                                                   | [ 64 ]        |
| God of War: Ragnarök                             | ca. 15.000.000      | PlayStation 4, PlayStation 5, Windows | 9. November 2022   | SIE Santa Monica Studio                             | Sony Interactive Entertainment                                    | [ 65 ]        |
| Mortal Kombat 11                                 | ca. 15.000.000      | Windows, Nintendo Switch, PlayStation 4, Xbox One, Google Stadia | 23. April 2019     | NetherRealm Studios                                 | Warner Bros. Interactive Entertainment                            | [ 66 ]        |
| Need for Speed: Underground                      | ca. 15.000.000      | Windows, PS2, Xbox, GameCube, Game Boy Advance | 17. November 2003  | EA Black Box                                        | EA Games                                                          | [ 67 ]        |
| Red Dead Redemption                              | ca. 15.000.000      | PlayStation 3, PlayStation 4, Xbox 360, Xbox One, Nintendo Switch | 18. Mai 2010       | Rockstar North                                      | Rockstar Games                                                    | [ 68 ]        |
| Resident Evil 2                                  | ca. 15.000.000      | PlayStation 4, PlayStation 5, Xbox One, Xbox Series X/S, Windows, Nintendo Switch, iOS, iPadOS, macOS | 25. Januar 2019    |                                                     |                                                                   |               |
| Sonic the Hedgehog                               | ca. 15.000.000      | Sega Mega Drive, Arcade, Sega Saturn, Nintendo GameCube, PlayStation 2, Xbox, Windows, Gizmondo, Game Boy Advance, Wii, Nintendo DS, PlayStation 3, Xbox 360, iOS, Blackberry, Android, Nintendo 3DS, PlayStation 4, Xbox One, Nintendo Switch, Sega Mega Drive Mini | 23. Juni 1991      | Sonic Team                                          | Sega                                                              | [ 69 ]        |

### Nach Plattform
Die folgende Liste führt die Top 10 meistverkauften Spiele der bekanntesten Spieleplattformen auf.

#### PlayStation
| Platz | Titel                                  | Jahr | verkaufte Einheiten |
| ----- | -------------------------------------- | ---- | ------------------- |
| 1     | Gran Turismo                           | 1997 | 10,95 Millionen     |
| 2     | Final Fantasy VII                      | 1997 | 9,90 Millionen      |
| 3     | Gran Turismo 2                         | 1999 | 9,49 Millionen      |
| 4     | Final Fantasy VIII                     | 1999 | 8,60 Millionen      |
| 5     | Tekken 3                               | 1998 | 8,30 Millionen      |
| 6     | Crash Bandicoot 2: Cortex Strikes Back | 1997 | 7,58 Millionen      |
| 7     | Crash Bandicoot 3: Warped              | 1998 | 7,13 Millionen      |
| 8     | Crash Bandicoot                        | 1996 | 6,82 Millionen      |
| 9     | Driver                                 | 1999 | 6,27 Millionen      |
| 10    | Metal Gear Solid                       | 1998 | 6,03 Millionen      |

#### PlayStation 2
| Platz | Titel                         | Jahr | verkaufte Einheiten |
| ----- | ----------------------------- | ---- | ------------------- |
| 1     | Grand Theft Auto: San Andreas | 2004 | 20,81 Millionen     |
| 2     | Grand Theft Auto: Vice City   | 2002 | 16,15 Millionen     |
| 3     | Gran Turismo 3: A-Spec        | 2001 | 14,98 Millionen     |
| 4     | Grand Theft Auto III          | 2001 | 13,10 Millionen     |
| 5     | Gran Turismo 4                | 2004 | 11,76 Millionen     |
| 6     | Final Fantasy X               | 2001 | 8,60 Millionen      |
| 7     | Need for Speed: Underground   | 2003 | 7,20 Millionen      |
| 8     | Need for Speed: Underground 2 | 2004 | 6,90 Millionen      |
| 9     | Medal of Honor: Frontline     | 2002 | 6,83 Millionen      |
| 10    | Kingdom Hearts                | 2002 | 6,40 Millionen      |

#### PlayStation 3
| Platz | Titel                          | Jahr | verkaufte Einheiten |
| ----- | ------------------------------ | ---- | ------------------- |
| 1     | Grand Theft Auto V             | 2013 | 21,30 Millionen     |
| 2     | Call of Duty: Black Ops II     | 2012 | 13,80 Millionen     |
| 3     | Call of Duty: Modern Warfare 3 | 2011 | 13,35 Millionen     |
| 4     | Call of Duty: Black Ops        | 2010 | 12,67 Millionen     |
| 5     | Gran Turismo 5                 | 2010 | 11,95 Millionen     |
| 6     | Call of Duty: Modern Warfare 2 | 2009 | 10,61 Millionen     |
| 7     | Grand Theft Auto IV            | 2008 | 10,57 Millionen     |
| 8     | Call of Duty: Ghosts           | 2013 | 10,13 Millionen     |
| 9     | Uncharted 3: Drake’s Deception | 2011 | 9,30 Millionen      |
| 10    | The Last of Us                 | 2013 | 8,15 Millionen      |

#### PlayStation 4
| Platz | Titel                       | Jahr | verkaufte Einheiten |
| ----- | --------------------------- | ---- | ------------------- |
| 1     | Marvel’s Spider-Man         | 2018 | 22,69 Millionen     |
| 2     | God of War                  | 2018 | 21,02 Millionen     |
| 3     | Grand Theft Auto V          | 2014 | 19,39 Millionen     |
| 4     | Horizon: Zero Dawn          | 2017 | 19,30 Millionen     |
| 5     | Uncharted 4: A Thief’s End  | 2016 | 18,65 Millionen     |
| 6     | The Last of Us Remastered   | 2014 | 18,63 Millionen     |
| 7     | Call of Duty: Black Ops III | 2015 | 15,09 Millionen     |
| 8     | Red Dead Redemption 2       | 2018 | 13,94 Millionen     |
| 9     | Call of Duty: World War 2   | 2017 | 13,40 Millionen     |
| 10    | Gran Turismo Sport          | 2017 | 12,98 Millionen     |

#### Game Boy
| Platz | Titel                                          | Jahr | verkaufte Einheiten |
| ----- | ---------------------------------------------- | ---- | ------------------- |
| 1     | Pokémon Rote und Blaue Edition                 | 1996 | 31,37 Millionen     |
| 2     | Tetris                                         | 1989 | 30,26 Millionen     |
| 3     | Pokémon Goldene und Silberne Edition           | 1999 | 23,10 Millionen     |
| 4     | Super Mario Land                               | 1989 | 18,14 Millionen     |
| 5     | Pokémon Gelbe Edition: Special Pikachu Edition | 1998 | 14,64 Millionen     |
| 6     | Super Mario Land 2: 6 Golden Coins             | 1992 | 11,18 Millionen     |
| 7     | Pokémon Kristall-Edition                       | 2000 | 6,39 Millionen      |
| 8     | Dr. Mario                                      | 1990 | 5,34 Millionen      |
| 9     | Pokémon Pinball                                | 1999 | 5,31 Millionen      |
| 10    | Wario Land: Super Mario Land 3                 | 1994 | 5,19 Millionen      |

#### Game Boy Advance
| Platz | Titel                                      | Jahr | verkaufte Einheiten |
| ----- | ------------------------------------------ | ---- | ------------------- |
| 1     | Pokémon Rubin- und Saphir-Edition          | 2002 | 16,22 Millionen     |
| 2     | Pokémon Feuerrote und Blattgrüne Edition   | 2004 | 12,00 Millionen     |
| 3     | Pokémon Smaragd-Edition                    | 2005 | 7,06 Millionen      |
| 4     | Mario Kart: Super Circuit                  | 2001 | 5,91 Millionen      |
| 5     | Super Mario World: Super Mario Advance 2   | 2001 | 5,69 Millionen      |
| 6     | Super Mario Advance                        | 2001 | 5,57 Millionen      |
| 7     | Super Mario Advance 4: Super Mario Bros. 3 | 2003 | 5,43 Millionen      |
| 8     | Namco Museum                               | 2001 | 4,24 Millionen      |
| 9     | Pac-Man Collection                         | 2001 | 2,94 Millionen      |
| 10    | Yoshi’s Island: Super Mario Advance 3      | 2002 | 2,83 Millionen      |

#### Nintendo DS
| Platz | Titel                                                             | Jahr | verkaufte Einheiten |
| ----- | ----------------------------------------------------------------- | ---- | ------------------- |
| 1     | New Super Mario Bros.                                             | 2006 | 30,80 Millionen     |
| 2     | Nintendogs                                                        | 2005 | 23,96 Millionen     |
| 3     | Mario Kart DS                                                     | 2005 | 23,60 Millionen     |
| 4     | Dr. Kawashimas Gehirn-Jogging                                     | 2005 | 19,01 Millionen     |
| 5     | Pokémon Diamant- und Perl-Edition                                 | 2006 | 17,67 Millionen     |
| 6     | Pokémon Schwarze und Weiße Edition                                | 2010 | 15,64 Millionen     |
| 7     | Dr. Kawashima: Mehr Gehirn-Jogging                                | 2005 | 14,88 Millionen     |
| 8     | Pokémon Goldene Edition HeartGold und Silberne Edition SoulSilver | 2009 | 12,72 Millionen     |
| 9     | Animal Crossing: Wild World                                       | 2005 | 11,75 Millionen     |
| 10    | Super Mario 64 DS                                                 | 2004 | 11,06 Millionen     |

#### Nintendo 3DS
| Platz | Titel                                | Jahr | verkaufte Einheiten |
| ----- | ------------------------------------ | ---- | ------------------- |
| 1     | Mario Kart 7                         | 2011 | 18,99 Millionen     |
| 2     | Pokémon X und Y                      | 2013 | 16,76 Millionen     |
| 3     | Pokémon Sonne und Mond               | 2016 | 16,33 Millionen     |
| 4     | Pokémon Omega Rubin und Alpha Saphir | 2014 | 14,63 Millionen     |
| 5     | New Super Mario Bros. 2              | 2012 | 13,42 Millionen     |
| 6     | Animal Crossing: New Leaf            | 2012 | 13,06 Millionen     |
| 7     | Super Mario 3D Land                  | 2011 | 12,88 Millionen     |
| 8     | Super Smash Bros. for Nintendo 3DS   | 2014 | 9,65 Millionen      |
| 9     | Pokémon Ultrasonne und Ultramond     | 2017 | 9,23 Millionen      |
| 10    | Yo-Kai Watch 2                       | 2014 | 7,30 Millionen      |

#### Nintendo Switch
| Platz | Titel                                     | Jahr | verkaufte Einheiten |
| ----- | ----------------------------------------- | ---- | ------------------- |
| 1     | Mario Kart 8 Deluxe                       | 2017 | 67,35 Millionen     |
| 2     | Animal Crossing: New Horizons             | 2020 | 47,44 Millionen     |
| 3     | Super Smash Bros. Ultimate                | 2018 | 35,88 Millionen     |
| 4     | The Legend of Zelda: Breath of the Wild   | 2017 | 32,62 Millionen     |
| 5     | Super Mario Odyssey                       | 2017 | 29,04 Millionen     |
| 6     | Pokémon Schwert und Schild                | 2019 | 26,60 Millionen     |
| 7     | Pokémon Karmesin und Purpur               | 2022 | 26,38 Millionen     |
| 8     | The Legend of Zelda: Tears of the Kingdom | 2023 | 21,55 Millionen     |
| 9     | Super Mario Party                         | 2018 | 21,10 Millionen     |
| 10    | New Super Mario Bros. U Deluxe            | 2019 | 18,06 Millionen     |

#### Nintendo Entertainment System
| Platz | Titel                           | Jahr | verkaufte Einheiten |
| ----- | ------------------------------- | ---- | ------------------- |
| 1     | Super Mario Bros.               | 1985 | 40,24 Millionen     |
| 2     | Duck Hunt                       | 1984 | 28,31 Millionen     |
| 3     | Super Mario Bros. 3             | 1988 | 17,28 Millionen     |
| 4     | Super Mario Bros. 2             | 1988 | 7,46 Millionen      |
| 5     | The Legend of Zelda             | 1986 | 6,51 Millionen      |
| 6     | Tetris                          | 1989 | 5,58 Millionen      |
| 7     | Dr. Mario                       | 1990 | 4,85 Millionen      |
| 8     | Zelda II: The Adventure of Link | 1987 | 4,38 Millionen      |
| 9     | Teenage Mutant Ninja Turtles    | 1989 | 4,17 Millionen      |
| 10    | Excitebike                      | 1984 | 4,16 Millionen      |

#### Super Nintendo Entertainment System
| Platz | Titel                                               | Jahr | verkaufte Einheiten |
| ----- | --------------------------------------------------- | ---- | ------------------- |
| 1     | Super Mario World                                   | 1990 | 20,61 Millionen     |
| 2     | Super Mario All-Stars                               | 1993 | 10,55 Millionen     |
| 3     | Donkey Kong Country                                 | 1994 | 9,30 Millionen      |
| 4     | Super Mario Kart                                    | 1992 | 8,76 Millionen      |
| 5     | Street Fighter II: The World Warrior                | 1992 | 6,30 Millionen      |
| 6     | Donkey Kong Country 2: Diddy’s Kong Quest           | 1995 | 5,15 Millionen      |
| 7     | The Legend of Zelda: A Link to the Past             | 1991 | 4,61 Millionen      |
| 8     | Super Mario World 2: Yoshi’s Island                 | 1995 | 4,12 Millionen      |
| 9     | Street Fighter II Turbo: Hyper Fighting             | 1993 | 4,10 Millionen      |
| 10    | Donkey Kong Country 3: Dixie Kong’s Double Trouble! | 1996 | 3,51 Millionen      |

#### Nintendo 64
| Platz | Titel                                | Jahr | verkaufte Einheiten |
| ----- | ------------------------------------ | ---- | ------------------- |
| 1     | Super Mario 64                       | 1996 | 11,91 Millionen     |
| 2     | Mario Kart 64                        | 1996 | 9,87 Millionen      |
| 3     | GoldenEye 007                        | 1997 | 8,06 Millionen      |
| 4     | The Legend of Zelda: Ocarina of Time | 1998 | 7,60 Millionen      |
| 5     | Super Smash Bros.                    | 1999 | 5,55 Millionen      |
| 6     | Pokémon Stadium                      | 1999 | 5,46 Millionen      |
| 7     | Donkey Kong 64                       | 1999 | 5,27 Millionen      |
| 8     | Diddy Kong Racing                    | 1997 | 4,88 Millionen      |
| 9     | Star Fox 64                          | 1997 | 4,00 Millionen      |
| 10    | Banjo-Kazooie                        | 1998 | 3,65 Millionen      |

#### Nintendo GameCube
| Platz | Titel                               | Jahr | verkaufte Einheiten |
| ----- | ----------------------------------- | ---- | ------------------- |
| 1     | Super Smash Bros. Melee             | 2001 | 7,41 Millionen      |
| 2     | Mario Kart: Double Dash!!           | 2003 | 6,88 Millionen      |
| 3     | Super Mario Sunshine                | 2002 | 5,91 Millionen      |
| 4     | The Legend of Zelda: The Wind Waker | 2002 | 4,43 Millionen      |
| 5     | Luigi’s Mansion                     | 2001 | 3,32 Millionen      |
| 6     | Metroid Prime                       | 2002 | 2,78 Millionen      |
| 7     | Mario Party 4                       | 2002 | 2,46 Millionen      |
| 8     | Pokémon Colosseum                   | 2003 | 2,41 Millionen      |
| 9     | Mario Party 5                       | 2003 | 2,15 Millionen      |
| 10    | Mario Party 7                       | 2005 | 2,04 Millionen      |

#### Wii
| Platz | Titel                     | Jahr | verkaufte Einheiten |
| ----- | ------------------------- | ---- | ------------------- |
| 1     | Wii Sports                | 2006 | 82,90 Millionen     |
| 2     | Mario Kart Wii            | 2008 | 37,38 Millionen     |
| 3     | Wii Sports Resort         | 2009 | 33,14 Millionen     |
| 4     | New Super Mario Bros. Wii | 2009 | 30,32 Millionen     |
| 5     | Wii Play                  | 2006 | 28,02 Millionen     |
| 6     | Wii Fit                   | 2007 | 22,67 Millionen     |
| 7     | Wii Fit Plus              | 2009 | 21,13 Millionen     |
| 8     | Super Smash Bros. Brawl   | 2008 | 13,32 Millionen     |
| 9     | Super Mario Galaxy        | 2007 | 12,80 Millionen     |
| 10    | Just Dance 3              | 2010 | 9,93 Millionen      |

#### Wii U
| Platz | Titel                                  | Jahr | verkaufte Einheiten |
| ----- | -------------------------------------- | ---- | ------------------- |
| 1     | Mario Kart 8                           | 2014 | 8,46 Millionen      |
| 2     | Super Mario 3D World                   | 2013 | 5,89 Millionen      |
| 3     | New Super Mario Bros. U                | 2012 | 5,82 Millionen      |
| 4     | Super Smash Bros. for Wii U            | 2014 | 5,38 Millionen      |
| 5     | Nintendo Land                          | 2012 | 5,21 Millionen      |
| 6     | Splatoon                               | 2015 | 4,95 Millionen      |
| 7     | Super Mario Maker                      | 2015 | 4,02 Millionen      |
| 8     | New Super Luigi U                      | 2013 | 3,07 Millionen      |
| 9     | The Legend of Zelda: The Wind Waker HD | 2013 | 2,37 Millionen      |
| 10    | Mario Party 10                         | 2015 | 2,27 Millionen      |

#### Xbox
| Platz | Titel                                  | Jahr | verkaufte Einheiten |
| ----- | -------------------------------------- | ---- | ------------------- |
| 1     | Halo 2                                 | 2004 | 8,49 Millionen      |
| 2     | Halo: Kampf um die Zukunft             | 2001 | 6,43 Millionen      |
| 3     | Tom Clancy’s Splinter Cell             | 2002 | 3,02 Millionen      |
| 4     | The Elder Scrolls III: Morrowind       | 2002 | 2,86 Millionen      |
| 5     | Fable                                  | 2004 | 2,66 Millionen      |
| 6     | Grand Theft Auto Double Pack           | 2003 | 2,49 Millionen      |
| 7     | Need for Speed: Underground 2          | 2004 | 2,28 Millionen      |
| 8     | Star Wars: Knights of the Old Republic | 2003 | 2,19 Millionen      |
| 9     | Project Gotham Racing                  | 2001 | 2,12 Millionen      |
| 10    | Project Gotham Racing                  | 2002 | 2,10 Millionen      |

#### Xbox 360
| Platz | Titel                          | Jahr | verkaufte Einheiten |
| ----- | ------------------------------ | ---- | ------------------- |
| 1     | Kinect Adventures!             | 2010 | 24,00 Millionen     |
| 2     | Grand Theft Auto V             | 2013 | 17,00 Millionen     |
| 3     | Call of Duty: Modern Warfare 3 | 2011 | 14,72 Millionen     |
| 4     | Call of Duty: Black Ops        | 2010 | 14,55 Millionen     |
| 5     | Call of Duty: Black Ops II     | 2012 | 13,70 Millionen     |
| 6     | Call of Duty: Modern Warfare 2 | 2009 | 13,49 Millionen     |
| 7     | Halo 3                         | 2007 | 12,13 Millionen     |
| 8     | Grand Theft Auto IV            | 2008 | 11,00 Millionen     |
| 9     | Call of Duty: Ghosts           | 2013 | 10,16 Millionen     |
| 10    | Halo: Reach                    | 2010 | 9,85 Millionen      |

#### Xbox One
| Platz | Titel                          | Jahr | verkaufte Einheiten |
| ----- | ------------------------------ | ---- | ------------------- |
| 1     | Grand Theft Auto V             | 2014 | 8,72 Millionen      |
| 2     | PlayerUnknown’s Battlegrounds  | 2017 | 8,00 Millionen      |
| 3     | Call of Duty: Black Ops III    | 2015 | 7,38 Millionen      |
| 4     | Call of Duty: WWII             | 2017 | 6,23 Millionen      |
| 5     | Red Dead Redemption 2          | 2019 | 5,77 Millionen      |
| 6     | Minecraft                      | 2014 | 5,43 Millionen      |
| 7     | Battlefield 1                  | 2016 | 5,13 Millionen      |
| 8     | Fallout 4                      | 2015 | 5,03 Millionen      |
| 9     | Halo 5: Guardians              | 2015 | 5,00 Millionen      |
| 10    | Call of Duty: Infinite Warfare | 2016 | 4,79 Millionen      |

### Spielereihen

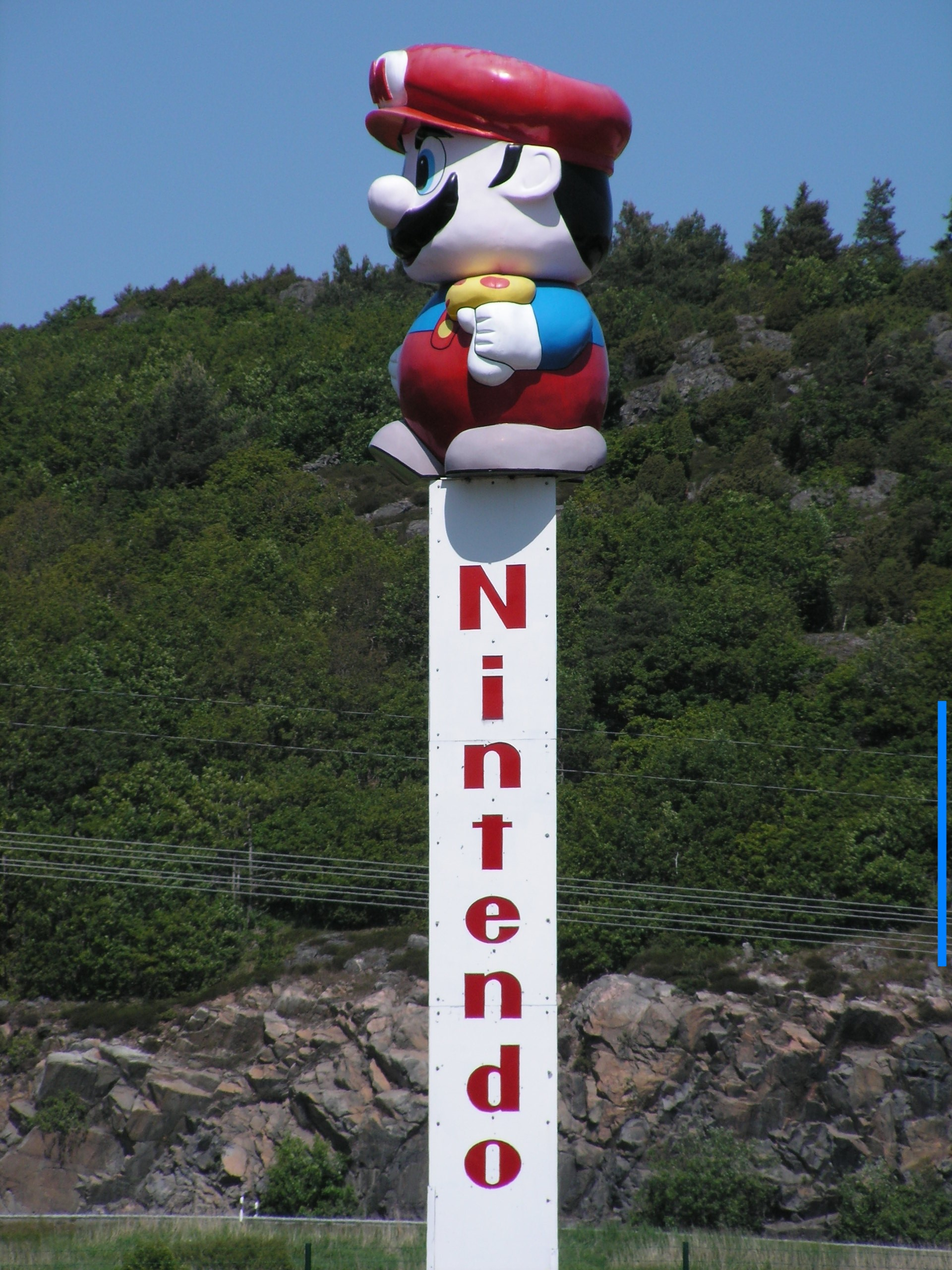
Super Mario ist die fünftmeistverkaufte Videospielreihe

Folgend werden die 15 meistverkauften Computer- und Videospielreihen aufgeführt:
| Platz | Titel               | verkaufte Einheiten |
| ----- | ------------------- | ------------------- |
| 1     | Tetris              | über 520 Millionen  |
| 2     | Call of Duty        | über 500 Millionen  |
| 3     | Pokémon             | über 480 Millionen  |
| 4     | Grand Theft Auto    | über 440 Millionen  |
| 5     | Super Mario         | über 421 Millionen  |
| 6     | FIFA                | über 325 Millionen  |
| 7     | Minecraft           | über 300 Millionen  |
| 8     | Assassin’s Creed    | über 200 Millionen  |
| 8     | Die Sims            | über 200 Millionen  |
| 10    | Final Fantasy       | über 195 Millionen  |
| 11    | Mario Kart          | über 185 Millionen  |
| 12    | Resident Evil       | über 167 Millionen  |
| 13    | The Legend of Zelda | über 156 Millionen  |
| 14    | NBA 2K              | über 155 Millionen  |
| 15    | Need for Speed      | über 150 Millionen  |

## Nach Spielerzahlen in Online-Spielen
Die folgenden Listen führen die Online-Spiele auf, die monatlich oder insgesamt über 10 Millionen Spieler erreichen oder dies in der Vergangenheit getan haben. In den Listen sind keine Browser- und Handyspiele oder sonstige Spiele aufgeführt, die nicht in Computerspielezeitschriften erwähnt wurden. Der Online-Mehrspielermodus soll mit der Anzahl der Spieler in Verbindung stehen und nicht nur ein Zusatz eines hauptsächlich Einzelspielerspiels sein.

### Monatliche Spielerzahlen
| Titel                 | Spielerzahl                           | Stand          | Geschäftsmodell               | Veröffentlichung | Publisher          | Ref.    |
| --------------------- | ------------------------------------- | -------------- | ----------------------------- | ---------------- | ------------------ | ------- |
| Among Us              | über 500 Millionen monatliche Spieler | Dezember 2024  | Free-to-play, einmaliger Kauf | 15. Juni 2018    | Innersloth         | [ 97 ]  |
| Candy Crush Saga      | über 270 Millionen monatliche Spieler | Juni 2019      | Free-to-play                  | 23. April 2012   | King               | [ 98 ]  |
| Roblox                | über 150 Millionen monatliche Spieler | Juli 2020      | Free-to-play                  | 27. Februar 2006 | Roblox Corporation | [ 99 ]  |
| Minecraft             | über 140 Millionen monatliche Spieler | April 2021     | einmaliger Kauf               | 17. Mai 2009     | Mojang Studios     | [ 100 ] |
| Call of Duty: Warzone | über 100 Millionen monatliche Spieler | Dezember 2020  | Free-to-play                  | 10. März 2020    | Activision         | [ 101 ] |
| League of Legends     | über 100 Millionen monatliche Spieler | September 2016 | Free-to-play                  | 27. Oktober 2009 | Riot Games         | [ 102 ] |
| FarmVille             | über 83 Millionen monatliche Spieler  | März 2010      | Free-to-play                  | 19. Juni 2009    | Zynga              | [ 103 ] |
| Pokémon Go            | über 45 Millionen tägliche Spieler    | Juli 2017      | Free-to-play                  | 6. Juli 2016     | Niantic            | [ 104 ] |
| Dota 2                | über 13 Millionen monatliche Spieler  | September 2016 | Free-to-play                  | 9. Juli 2013     | Valve Corporation  | [ 105 ] |

### Gesamtspielerzahlen
| Titel                                | Spielerzahl                                 | Stand          | Geschäftsmodell                        | Veröffentlichung          | Publisher                   | Ref.    |
| ------------------------------------ | ------------------------------------------- | -------------- | -------------------------------------- | ------------------------- | --------------------------- | ------- |
| Minecraft                            | über 600 Millionen registrierte Spieler     | November 2020  | einmaliger Kauf                        | 17. Mai 2009              | Mojang Studios              | [ 106 ] |
| Fortnite                             | über 350 Millionen registrierte Spieler     | Mai 2020       | Free-to-play                           | 26. September 2017        | Epic Games                  | [ 107 ] |
| MovieStarPlanet                      | über 250 Millionen Spieler                  | Mai 2020       | Free-to-play                           | 2009                      | MovieStarPlanet ApS         | [ 108 ] |
| Krunker                              | über 200 Millionen Spieler                  | Mai 2022       | Free-to-play                           | 2018                      | FRVR                        | [ 109 ] |
| RuneScape                            | über 200 Millionen registrierte Accounts    | Juli 2012      | Abo                                    | 4. Januar 2001            | Jagex                       | [ 110 ] |
| World of Tanks                       | über 120 Millionen registrierte Spieler     | März 2018      | Free-to-play                           | 12. August 2010           | Wargaming.net               | [ 111 ] |
| World of Warcraft                    | über 100 Millionen registrierte Accounts    | Januar 2014    | Abo                                    | 23. November 2004         | Blizzard Entertainment      | [ 112 ] |
| Apex Legends                         | über 100 Millionen Spieler                  | April 2021     | Free-to-play                           | 4. Februar 2019           | Electronic Arts             | [ 113 ] |
| Hearthstone: Heroes of Warcraft      | über 70 Millionen Spieler                   | Mai 2017       | Free-to-play                           | 11. März 2014             | Blizzard Entertainment      | [ 114 ] |
| Tom Clancy’s Rainbow Six Siege       | über 55 Millionen registrierte Spieler      | Februar 2020   | einmaliger Kauf                        | 1. Dezember 2015          | Ubisoft                     | [ 115 ] |
| Shakes und Fidget                    | über 50 Millionen registrierte Spieler      | Mai 2020       | Free-to-play                           | 22. Juni 2009             | Playa Games                 | [ 116 ] |
| Team Fortress 2                      | über 50 Millionen Besitzer auf Steam        | Juli 2018      | einmaliger Kauf, später Free-to-play   | 10. Oktober 2007          | Valve Corporation           | [ 105 ] |
| Counter-Strike: Global Offensive     | über 46 Millionen Besitzer auf Steam        | Juli 2018      | einmaliger Kauf, später Free-to-play   | 21. August 2012           | Valve Corporation           | [ 105 ] |
| TERA                                 | über 40 Millionen registrierte Accounts     | Mai 2015       | Free-to-play                           | 25. Januar 2011           | En Masse Entertainment      | [ 117 ] |
| Forza Horizon 5                      | Über 40 Millionen Spieler                   | Juni 2024      | einmaliger Kauf                        | 9. November 2021          | Playground Games            | [ 118 ] |
| Overwatch                            | über 40 Millionen Spieler                   | Juni 2018      | einmaliger Kauf                        | 24. Mai 2016              | Blizzard Entertainment      | [ 119 ] |
| Warframe                             | über 38 Millionen registrierte Accounts     | März 2018      | Free-to-play                           | 25. März 2013             | Digital Extremes            | [ 120 ] |
| Grand Theft Auto V                   | 33 Millionen aktive Spieler in GTA 5 Online | 2014           | einmaliger Kauf                        | 17. September 2013        | Rockstar Games              | [ 121 ] |
| Unturned                             | über 27 Millionen Besitzer auf Steam        | Juli 2018      | Free-to-play                           | 7. Juli 2017              | Smartly Dressed Games       | [ 105 ] |
| Call of Duty: Modern Warfare 3       | über 26,5 Millionen                         |                | einmaliger Kauf                        | 8. November 2011          | Activision                  | [ 32 ]  |
| Call of Duty: Black Ops              | über 26,2 Millionen                         |                | einmaliger Kauf                        | 9. November 2010          | Activision                  | [ 32 ]  |
| Grand Theft Auto IV                  | über 25 Millionen                           |                | einmaliger Kauf                        | 29. April 2008            | Rockstar Games              | [ 23 ]  |
| Call of Duty: Black Ops II           | über 24,2 Millionen                         |                | einmaliger Kauf                        | 12. November 2012         | Activision                  | [ 32 ]  |
| Forza Horizon 4                      | Über 24 Millionen Spieler                   | November 2020  | einmaliger Kauf                        | 2. Oktober 2018           | Microsoft Studios           | [ 122 ] |
| Battlefield 1                        | über 23,5 Millionen Spieler                 | November 2017  | einmaliger Kauf                        | 21. Oktober 2016          | Electronic Arts             | [ 123 ] |
| Pokémon Goldene und Silberne Edition | über 23,1 Millionen Spieler                 | Oktober 2016   | einmaliger Kauf                        | 21. November 1999         | Nintendo                    | [ 37 ]  |
| Left 4 Dead 2                        | über 23 Millionen Besitzer auf Steam        | Juli 2018      | einmaliger Kauf                        | 17. November 2009         | Valve Corporation           | [ 105 ] |
| Call of Duty: Modern Warfare 2       | über 22,7 Millionen Spieler                 |                | einmaliger Kauf                        | 10. November 2009         | Activision                  | [ 32 ]  |
| Smite                                | über 20 Millionen Spieler                   | Mai 2016       | Free-to-play                           | 25. März 2014             | Hi-Rez Studios              | [ 124 ] |
| Sea of Thieves                       | über 20 Millionen Spieler                   | März 2021      | einmaliger Kauf                        | 20. März 2018             | Rare                        | [ 122 ] |
| Garry’s Mod                          | über 20 Millionen Spieler                   | September 2021 | einmaliger Kauf                        | 24. Dezember 2004         | Facepunch Studios           | [ 46 ]  |
| Call of Duty: Ghosts                 | über 19 Millionen Spieler                   |                | einmaliger Kauf                        | 5. November 2013          | Activision                  | [ 52 ]  |
| Payday 2                             | über 18 Millionen Besitzer auf Steam        | Juli 2018      | einmaliger Kauf                        | 13. August 2013           | Starbreeze Studios          | [ 105 ] |
| Need for Speed: Most Wanted          | über 16 Millionen Spieler                   |                | einmaliger Kauf                        | 11. November 2005         | Electronic Arts             | [ 57 ]  |
| Call of Duty 4: Modern Warfare       | über 15,7 Millionen Spieler                 |                | einmaliger Kauf                        | 5. November 2007          | Activision                  | [ 32 ]  |
| Call of Duty: World at War           | über 15,7 Millionen Spieler                 |                | einmaliger Kauf                        | 11. November 2008         | Activision                  | [ 32 ]  |
| The Elder Scrolls Online             | über 15 Millionen registrierte Accounts     | Januar 2019    | einmaliger Kauf                        | 4. April 2014             | Bethesda Softworks          | [ 125 ] |
| Counter-Strike: Source               | über 15 Millionen Spieler                   | Juli 2018      | einmaliger Kauf                        | 1. November 2000          | Valve Corporation           | [ 126 ] |
| Neverwinter                          | über 15 Millionen Spieler                   | April 2017     | Free-to-play                           | 30. April 2013 (OpenBeta) | Perfect World Entertainment | [ 127 ] |
| Diablo III                           | über 14,5 Millionen Spieler                 | Mai 2013       | einmaliger Kauf                        | 12. Mai 2012              | Blizzard Entertainment      | [ 128 ] |
| Paladins                             | über 14,3 Millionen Spieler auf Steam       | Juli 2018      | Free-to-play                           | 8. Mai 2018               | Hi-Rez Studios              | [ 129 ] |
| Final Fantasy XIV                    | über 14 Millionen registrierte Accounts     | August 2018    | Abo                                    | 27. August 2013           | Square Enix                 | [ 130 ] |
| Terraria                             | über 13 Millionen Spieler                   | Juli 2018      | einmaliger Kauf                        | 16. Mai 2011              | Re-Logic, 505 Games         | [ 126 ] |
| Portal 2                             | über 13 Millionen Spieler                   | Juli 2018      | einmaliger Kauf                        | 19. April 2011            | Valve Corporation           | [ 126 ] |
| Sid Meier’s Civilization V           | über 12,7 Millionen Spieler auf Steam       | Juli 2018      | einmaliger Kauf                        | 24. September 2010        | 2K Games                    | [ 126 ] |
| Borderlands 2                        | über 12 Millionen Spieler                   | Juli 2018      | einmaliger Kauf                        | 18. September 2012        | 2K Games                    | [ 126 ] |
| Guild Wars 2                         | über 12 Millionen Spieler                   | September 2017 | Free-to-Play und Kaufversion           | 28. August 2012           | NCsoft                      | [ 131 ] |
| FIFA 20                              | Über 10 Millionen                           | Oktober 2019   | einmaliger Kauf                        | 27. September 2019        | Electronic Arts             | [ 132 ] |
| Robocraft                            | über 10 Millionen Spieler                   | Juli 2018      | Free-to-play                           | 24. August 2017           | Freejam Games               | [ 126 ] |
| Rocket League                        | über 10 Millionen Spieler                   | Juli 2018      | Free-to-play (ehemals kostenpflichtig) | 7. Juli 2015              | Psyonix                     | [ 126 ] |
| H1Z1: Battle Royale                  | über 10 Millionen Spieler                   | Juni 2018      | einmaliger Kauf, später Free-to-play   | 28. Februar 2018          | Daybreak Game Company       | [ 133 ] |
| Miitomo                              | über 10 Millionen Spieler                   | April 2016     | Free-to-play                           | 17. März 2016             | Nintendo                    | [ 134 ] |

## Nach Downloadzahlen
Die folgende Liste führt Free-to-play-Spiele auf, die mindestens auf einer Seite über 50 Millionen Mal heruntergeladen wurden. Diese Liste bezieht sich primär auf den Einzelspielermodus; Online-Mehrspielerspiele sollen daher nach der Spieleranzahl eingeordnet werden, sofern es sich nicht um Social oder mobile Games handelt. Nicht enthalten sind außerdem Demo- und Vorabversionen. Spiele ab 10 Millionen Nutzern können bei Presseberichterstattung oder einer nachweislich hohen Nutzung ebenfalls aufgenommen werden. Als Quelle dienen die Platzierungen in den einzelnen Downloadplattformen.
| Titel                                      | Downloads                                              |
| ------------------------------------------ | ------------------------------------------------------ |
| Subway Surfers                             | über fünf Milliarden auf Android                       |
| Candy Crush Saga                           | über eine Milliarde auf Android                        |
| Hill Climb Racing                          | über eine Milliarde auf Android                        |
| Temple Run 2                               | über eine Milliarde auf Android                        |
| My Talking Tom                             | über eine Milliarde auf Android                        |
| My Talking Angela                          | über 500 Millionen auf Android                         |
| Temple Run                                 | über 500 Millionen auf Android                         |
| My Talking Tom 2                           | über 500 Millionen auf Android                         |
| Pou                                        | über 500 Millionen auf Android                         |
| 8 Ball Pool                                | über 500 Millionen auf Android                         |
| Clash of Clans                             | über 500 Millionen auf Android                         |
| Among Us                                   | über 100 Millionen auf Android                         |
| Pac-Man                                    | über 100 Millionen auf Android                         |
| Bubble Witch 2 Saga                        | über 100 Millionen auf Android                         |
| Need for Speed: No Limits                  | über 100 Millionen auf Android                         |
| Call of Duty: Mobile                       | über 100 Millionen auf Android                         |
| Zombie Tsunami                             | über 100 Millionen auf Android                         |
| PUBG Mobile                                | über 100 Millionen auf Android                         |
| Mobile Legends: Bang Bang                  | über 100 Millionen auf Android                         |
| Drag Racing Classic                        | über 100 Millionen auf Android                         |
| Sonic Dash                                 | über 100 Millionen auf Android                         |
| Crossy Road                                | über 100 Millionen auf Android                         |
| Candy Crush Soda Saga                      | über 100 Millionen auf Android                         |
| Clash Royale                               | über 100 Millionen auf Android                         |
| Criminal Case                              | über 100 Millionen auf Android                         |
| Cut the Rope                               | über 100 Millionen auf Android                         |
| Cut the Rope 2                             | über 100 Millionen auf Android                         |
| FIFA Fussball                              | über 100 Millionen auf Android                         |
| Flappy Bird                                | über 100 Millionen auf Android                         |
| Trivia Crack                               | über 100 Millionen auf Android                         |
| Super Mario Run                            | über 100 Millionen auf Android                         |
| Agar.io                                    | über 100 Millionen auf Android                         |
| Angry Birds                                | über 100 Millionen auf Android                         |
| Angry Birds 2                              | über 100 Millionen auf Android                         |
| Angry Birds Rio                            | über 100 Millionen auf Android                         |
| Angry Birds Seasons                        | über 100 Millionen auf Android                         |
| Angry Birds Star Wars                      | über 100 Millionen auf Android                         |
| Angry Birds Space                          | über 100 Millionen auf Android                         |
| Blobby Volley                              | über 100 Millionen auf Android                         |
| Free Fire                                  | über 100 Millionen auf Android                         |
| Geometry Dash Lite                         | über 100 Millionen auf Android                         |
| Slither.io                                 | über 100 Millionen auf Android                         |
| Hay Day                                    | über 100 Millionen auf Android                         |
| Hill Climb Racing 2                        | über 100 Millionen auf Android                         |
| Fishdom                                    | über 100 Millionen auf Android                         |
| Homescapes                                 | über 100 Millionen auf Android                         |
| Landscapes                                 | über 100 Millionen auf Android                         |
| Township                                   | über 100 Millionen auf Android                         |
| Fruit Ninja                                | über 100 Millionen auf Android                         |
| Ich – Einfach unverbesserlich: Minion Rush | über 100 Millionen auf Android                         |
| Jetpack Joyride                            | über 100 Millionen auf Android                         |
| Modern Combat 5: Blackout                  | über 100 Millionen auf Android                         |
| Pokémon Go                                 | über 100 Millionen auf Android                         |
| Piano Tiles 2                              | über 100 Millionen auf Android                         |
| Pflanzen gegen Zombies                     | über 100 Millionen auf Android                         |
| Pflanzen gegen Zombies 2                   | über 100 Millionen auf Android                         |
| Die Sims FreiSpiel                         | über 100 Millionen auf Android                         |
| Magic Tiles 3                              | über 100 Millionen auf Android                         |
| Rolling Sky                                | über 100 Millionen auf Android                         |
| Red Ball 4                                 | über 100 Millionen auf Android                         |
| Die Simpsons Springfield                   | über 100 Millionen auf Android                         |
| Roblox                                     | über 100 Millionen auf Android                         |
| Dragon City                                | über 100 Millionen auf Android                         |
| Dragon Mania Legends                       | über 100 Millionen auf Android                         |
| Shoot Bubble Deluxe                        | über 100 Millionen auf Android                         |
| Asphalt 8: Airborne                        | über 100 Millionen auf Android                         |
| Farm Heroes Saga                           | über 100 Millionen auf Android                         |
| Gardenscapes                               | über 100 Millionen auf Android                         |
| Lords Mobile                               | über 100 Millionen auf Android                         |
| Flow Free                                  | über 100 Millionen auf Android                         |
| Wo ist mein Wasser? 2                      | über 100 Millionen auf Android                         |
| Logo Quiz                                  | über 100 Millionen auf Android                         |
| Hungry Shark Evolution                     | über 100 Millionen auf Android                         |
| Banana Kong                                | über 100 Millionen auf Android                         |
| Bike Race                                  | über 100 Millionen auf Android                         |
| Glow Hockey                                | über 100 Millionen auf Android                         |
| Marvel Sturm der Superhelden               | über 100 Millionen auf Android                         |
| My Talking Angela 2                        | über 100 Millionen auf Android                         |
| Roll the Ball                              | über 100 Millionen auf Android                         |
| Traffic Rider                              | über 100 Millionen auf Android                         |
| Real Racing 3                              | über 100 Millionen auf Android                         |
| Brawl Stars                                | über 100 Millionen auf Android                         |
| Pixel Gun 3D                               | über 100 Millionen auf Android                         |
| Geometry Dash World                        | über 100 Millionen auf Android                         |
| Geometry Dash Meltdown                     | über 100 Millionen auf Android                         |
| Asphalt: Nitro                             | über 100 Millionen auf Android                         |
| Coin Master                                | über 100 Millionen auf Android                         |
| Mario Kart Tour                            | über 100 Millionen auf Android                         |
| Knife Hit                                  | über 100 Millionen auf Android                         |
| Pokémon Unite                              | über 70 Millionen auf Android, iOS und Nintendo Switch |
| ZigZag                                     | über 50 Millionen auf Android                          |
| CATS: Crash Arena Turbo Stars              | über 50 Millionen auf Android                          |
| Bad Piggies                                | über 50 Millionen auf Android                          |
| Boom Beach                                 | über 50 Millionen auf Android                          |
| Doodle Jump                                | über 50 Millionen auf Android                          |
| Sniper Fury                                | über 50 Millionen auf Android                          |
| Plague Inc.                                | über 50 Millionen auf Android                          |
| Head Soccer                                | über 50 Millionen auf Android                          |
| Mobile Strike                              | über 50 Millionen auf Android                          |
| World of Tanks Blitz                       | über 50 Millionen auf Android                          |
| Cookie Jam                                 | über 50 Millionen auf Android                          |
| Block! Hexa Puzzle                         | über 50 Millionen auf Android                          |
| Summoners War: Sky Arena                   | über 50 Millionen auf Android                          |
| Bubble Witch 3 Saga                        | über 50 Millionen auf Android                          |
| Last Empire – War Z                        | über 50 Millionen auf Android                          |
| Landwirtschafts-Simulator 14               | über 50 Millionen auf Android                          |
| Top Eleven Fußball Manager                 | über 50 Millionen auf Android                          |
| Gangster Vegas                             | über 50 Millionen auf Android                          |
| Goodgame Empire                            | über 50 Millionen auf Android                          |
| Flip Diving                                | über 50 Millionen auf Android                          |
| Clash of Kings                             | über 50 Millionen auf Android                          |
| Cut the Rope: Time Travel                  | über 50 Millionen auf Android                          |
| Cut the Rope: Experiments                  | über 50 Millionen auf Android                          |
| War Robots                                 | über 50 Millionen auf Android                          |
| Zygna Poker                                | über 50 Millionen auf Android                          |
| Toy Blast                                  | über 50 Millionen auf Android                          |
| Rules of Survival                          | über 50 Millionen auf Android                          |
| Die Sims Mobile                            | über 50 Millionen auf Android                          |
| SimCity BuildIt                            | über 50 Millionen auf Android                          |
| Angry Birds Go!                            | über 50 Millionen auf Android                          |
| Angry Birds Star Wars 2                    | über 50 Millionen auf Android                          |
| Angry Birds Friends                        | über 50 Millionen auf Android                          |
| 4 Bilder 1 Wort                            | über 10 Millionen auf Android                          |
| 2048                                       | über 10 Millionen auf Android                          |
| Angry Birds Evolution                      | über 10 Millionen auf Android                          |
| Angry Birds Epic                           | über 10 Millionen auf Android                          |
| Angry Birds Transformers                   | über 10 Millionen auf Android                          |
| Angry Birds Bubble Shooter                 | über 10 Millionen auf Android                          |
| Animal Crossing: Pocket Camp               | über 10 Millionen auf Android                          |
| Bubble Witch Saga                          | über 10 Millionen auf Android                          |
| Crayon Physics Deluxe                      | über 10 Millionen auf Android                          |
| Cut the Rope Magic                         | über 10 Millionen auf Android                          |
| Fallout Shelter                            | über 10 Millionen auf Android                          |
| Forge of Empires                           | über 10 Millionen auf Android                          |
| Fortnite                                   | über 10 Millionen auf Android                          |
| Harry Potter: Hogwarts Mystery             | über 10 Millionen auf Android                          |
| Harry Potter: Wizards Unite                | über 10 Millionen auf Android                          |
| Hearthstone: Heroes of Warcraft            | über 10 Millionen auf Android                          |
| Ingress Prime                              | über 10 Millionen auf Android                          |
| June's Journey                             | über 10 Millionen auf Android                          |
| Plants vs. Zombies Heroes                  | über 10 Millionen auf Android                          |
| Quizduell                                  | über 10 Millionen auf Android                          |
| QuizUp                                     | über 10 Millionen auf Android                          |
| Stick Run                                  | über 10 Millionen auf Android                          |
| TwoDots                                    | über 10 Millionen auf Android                          |
| Wörter Suchen                              | über 10 Millionen auf Android                          |
| WWE Supercards                             | über 10 Millionen auf Android                          |
| Yu-Gi-Oh! Duel Links                       | über 10 Millionen auf Android                          |